# Naczelne Dowództwo Sił Zbrojnych Ukraińskiej Republiki Ludowej
Naczelne Dowództwo Sił Zbrojnych Ukraińskiej Republiki Ludowej  – najwyższy organ władzy wojskowej Ukraińskiej Republiki Ludowej.

## Struktura Naczelnego Dowództwa
Na czele Naczelnego Dowództwa SZ URL stał Przewodniczący Dyrektoriatu, Ataman Główny Wojska i Floty URL Symon Petlura. Podlegali mu minister spraw wojskowych i dowódca Armii Czynnej. Bezpośrednio przy Atamanie Głównym pracowało trzech pułkowników do poruczeń i dwóch adiutantów. Pułkownikami do poruczeń byli: ppłk Ołeksandr Nizijenko oraz sotnicy Iwan Romanczenko i Ołeksandr Docenko. 27 września 1920 dodatkowo wyznaczono jeszcze jednego oficera do poruczeń – płk. Borysa Nejiło-Palija. Adiutantami byli: ppłk Wasyl Beń i sot. Fedir Kruszynskyj. Przy Atamanie Głównym Wojska i Floty URL funkcjonowała także Polowa Kancelaria Wojskowa z oddziałem ogólnym, sekcją gospodarczą i komendanturą. Symon Petlura miał również swojego osobistego przedstawiciela przy Naczelnym Wodzu Wojska Polskiego. Do lipca 1920 był nim  gen. chor. Ołeksandr Oseckyj.
Wiosną 1920 w Winnicy utworzono jednostkę specjalną o nazwie Ochrona przy Atamanie Głównym Wojska i Floty URL. Jednostka spełniała przede wszystkim funkcje ochronne, ale także i reprezentacyjne. Jej organizacji podjął się chor. Mykoła Czebotariw. Ochrona składała się ze sztabu, kurenia piechoty, sotni konnej i sotni karabinów maszynowych. W ramach sztabu funkcjonowała komórka kontrwywiadowcza i sekcje: administracyjna, gospodarcza, sanitarna, weterynaryjna i cerkiewna. Ponadto posiadał drużynę łączności, gospodarczą, warsztat naprawy broni i grupę trębaczy. Jednostka liczyła łącznie 59 oficerów i urzędników wojskowych, jednego duchownego, 910 szeregowych, 180 koni wierzchowych, 93 taborowe i 54 wozy. Wyposażenie oddziału zapewniła strona polska. Przymykała ona również oko na ucieczki z obozów internowania żołnierzy z dawnych brygad Ukraińskiej Armii Halickiej, którzy ochotniczo zasilali szeregi oddziału.